# Bröderna Salazar
Bröderna Salazar (engelsk titel The Salazar Brothers) är en svensk dokumentärfilm från 2013 producerad av Mikael Cross och regisserad av Tobias L. Nordquist. 
Dokumentären handlar om bröderna och musikproducenterna The Salazar Brothers. Dokumentären hade premiär den 30 november på SVT2.

## Handling
Under 1990-talet var Chepe och Salla Salazar aktuella i Sveriges mest inflytelserika hiphop-grupp, The Latin Kings. Nästan 20 år senare driver de tillsammans med Masse Salazar eget skivbolag och producerar musik åt några av Sveriges största hiphop-talanger. 1994 gjorde The Latin Kings ett av sina allra första tv-framträdanden. I samma program presenterades en annan ny grupp, Ultima Thule. Det var en tid som präglades av Lasermannens terror, brända flyktingförläggningar och Ny Demokratis framgångar. Tillsammans med Dogge Doggelito blev bröderna Chepe och Salla Salazar starka symboler. De fick representera inte bara sin musik utan även Botkyrka, förorten som fenomen och ibland alla invandrare. The Latin Kings fick bära micken för många som sällan syntes eller hördes i media.
Nästan två decennier senare har bröderna Salazar en ny generation artister under sina vingar och Redline-studion är ett nav för dagens unga som vill satsa på hiphop. Filmen tar upp hur Salla, Chepe och Masse ser på sitt arbete och sitt inflytande på dagens musikaliska och politiska klimat, och vad som har hänt med musiksverige sedan deras första spelningen.

## Kritik och mottagande
Kritiken för Bröderna Salazar var väldigt positiv. Fyra dagar tog det för Bröderna Salazar att bli den mest delade dokumentären på SVT play,. Till Dagens Media säger Mikael Cross, producent och initiativtagaren till dokumentären "Det är ju fantastiskt att se hur uppskattad dokumentären har blivit på så pass kort tid. Vi hade nog förväntat oss någon sort respons, men kanske inte så pass mycket som det blivit de senaste dagarna i sociala medier och media överlag".